# Perruel
Perruel est une commune française située dans le département de l'Eure, en région Normandie.
Ses habitants se nomment des Perruelien(ne)s.

## Géographie

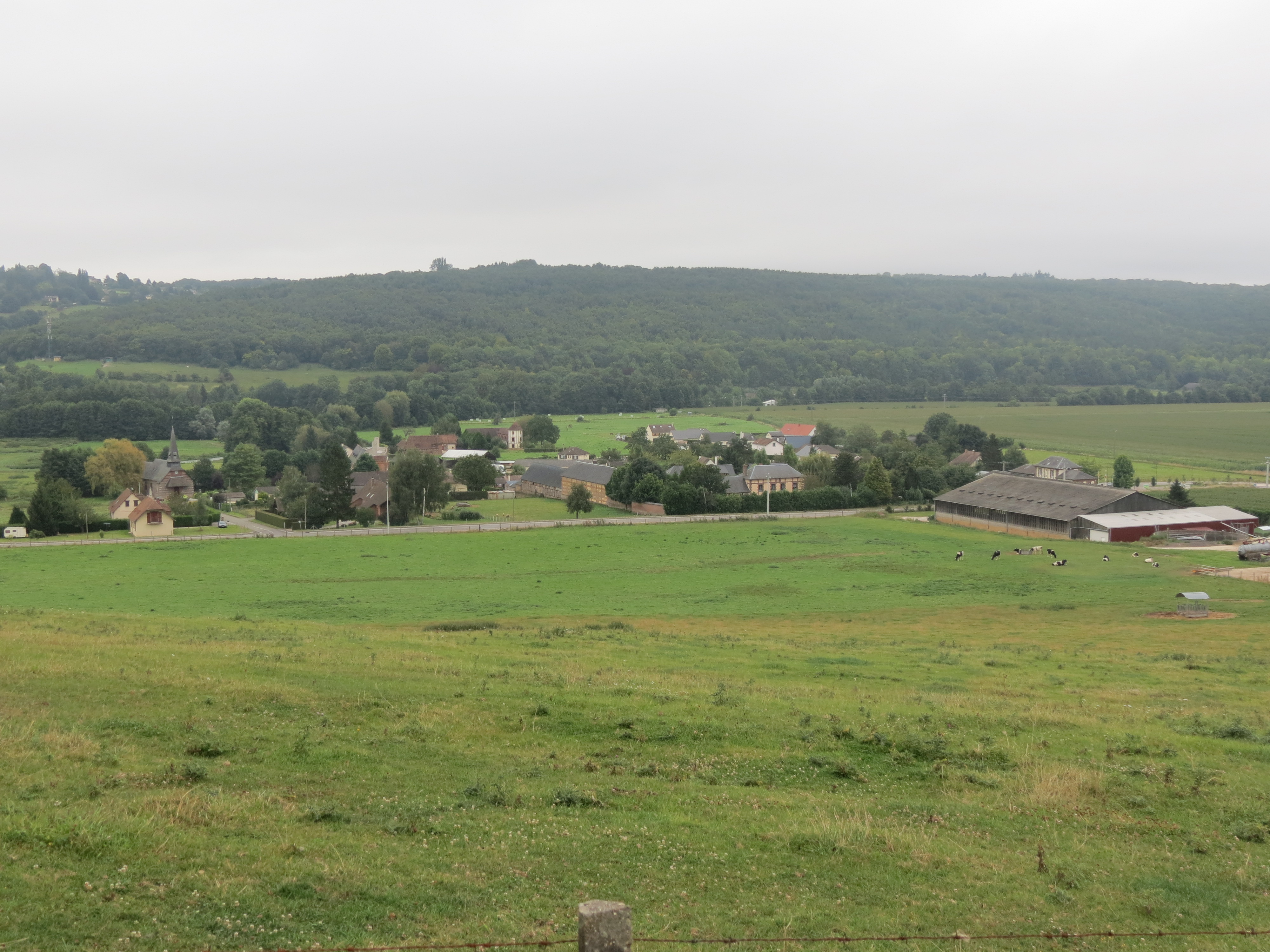
Vue de Perruel depuis la lisière de la forêt, près du cimetière.

Cette commune de la vallée de l'Andelle est située entre Vascœuil et Perriers-sur-Andelle.

### Hydrographie
La commune est située dans le bassin Seine-Normandie. Elle est drainée par l'Andelle et  et un autre petit cours d'eau,.
L'Andelle, d'une longueur de 57 km, prend sa source dans la commune de Serqueux et se jette  dans la Seine à Pîtres, après avoir traversé 24 communes.Les caractéristiques hydrologiques de l'Andelle sont données par la station hydrologique située sur la commune de Vascœuil. Le débit moyen mensuel est de 3,94 m3/s. Le débit moyen journalier maximum est de 16,9 m3/s, atteint lors de la crue du 3 janvier 2003. Le débit instantané maximal est quant à lui de 18,8 m3/s, atteint le 2 janvier 2003.

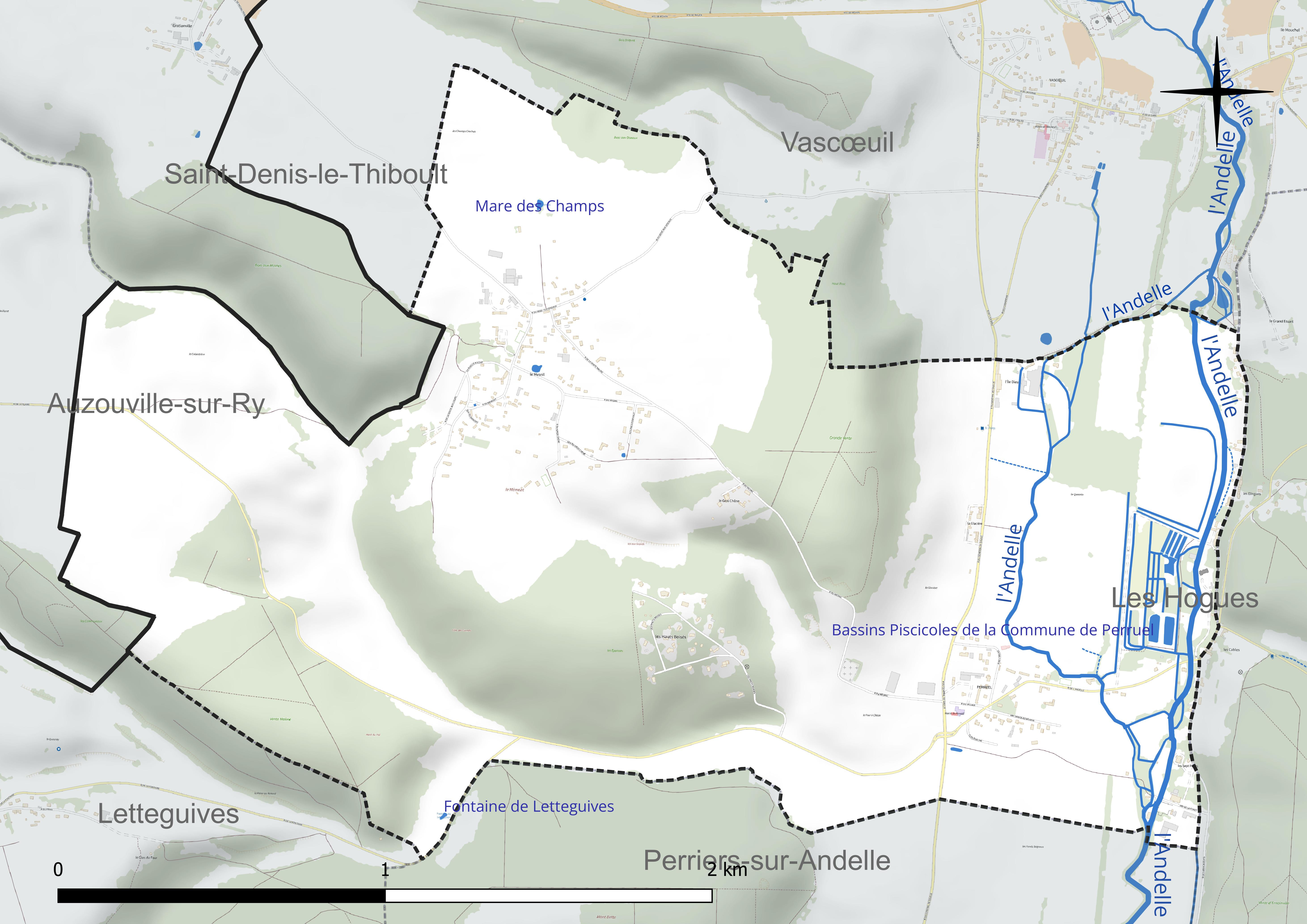
Réseau hydrographique de Perruel.

Trois plans d'eau complètent le réseau hydrographique : la fontaine de Letteguives (0 ha), la mare des Champs (0 ha) et les bassins Piscicoles de la commune de Perruel (0,9 ha),.

### Climat
Pour des articles plus généraux, voir Climat de la Normandie et Climat de l'Eure.
En 2010, le climat de la commune est de type climat océanique dégradé des plaines du Centre et du Nord, selon une étude du CNRS s'appuyant sur une série de données couvrant la période 1971-2000. En 2020, Météo-France publie une typologie des climats de la France métropolitaine dans laquelle la commune est exposée à un climat océanique et est dans la région climatique  Côtes de la Manche orientale, caractérisée par un faible ensoleillement (1 550 h/an) ; forte humidité de l’air (plus de 20 h/jour avec humidité relative > 80 % en hiver), vents forts fréquents. Parallèlement le GIEC normand, un groupe régional d’experts sur le climat, différencie quant à lui, dans une étude de 2020, trois grands types de climats pour la région Normandie, nuancés à une échelle plus fine par les facteurs géographiques locaux. La commune est, selon ce zonage, exposée à un « climat maritime », correspondant au Pays de Caux, frais, humide et pluvieux, légèrement plus frais que dans le Cotentin.
Pour la période 1971-2000, la température annuelle moyenne est de 10,8 °C, avec  une amplitude thermique annuelle de 14,2 °C. Le cumul annuel moyen de précipitations est de 763 mm, avec 12,2 jours de précipitations en janvier et 7,8 jours en juillet. Pour la période 1991-2020, la température moyenne annuelle observée sur la station météorologique la plus proche, située sur la commune de Boos à 13 km à vol d'oiseau, est de 10,9 °C et le cumul annuel moyen de précipitations est de 847,5 mm,. Pour l'avenir, les paramètres climatiques de la commune estimés pour 2050 selon différents scénarios d’émission de gaz à effet de serre sont consultables sur un site dédié publié par Météo-France en novembre 2022.

## Urbanisme

### Typologie
Au 1er janvier 2024, Perruel est catégorisée commune rurale à habitat dispersé, selon la nouvelle grille communale de densité à 7 niveaux définie par l'Insee en 2022.
Elle est située hors unité urbaine. Par ailleurs la commune fait partie de l'aire d'attraction de Rouen, dont elle est une commune de la couronne,. Cette aire, qui regroupe 317 communes, est catégorisée dans les aires de 200 000 à moins de 700 000 habitants,.

### Occupation des sols
L'occupation des sols de la commune, telle qu'elle ressort de la base de données européenne d’occupation biophysique des sols Corine Land Cover (CLC), est marquée par l'importance des territoires agricoles (63,5 % en 2018), en diminution par rapport à 1990 (70,8 %). La répartition détaillée en 2018 est la suivante : 
terres arables (41,7 %), forêts (29,6 %), prairies (21,8 %), zones urbanisées (6,9 %). L'évolution de l’occupation des sols de la commune et de ses infrastructures peut être observée sur les différentes représentations cartographiques du territoire : la carte de Cassini (XVIIIe siècle), la carte d'état-major (1820-1866) et les cartes ou photos aériennes de l'IGN pour la période actuelle (1950 à aujourd'hui).

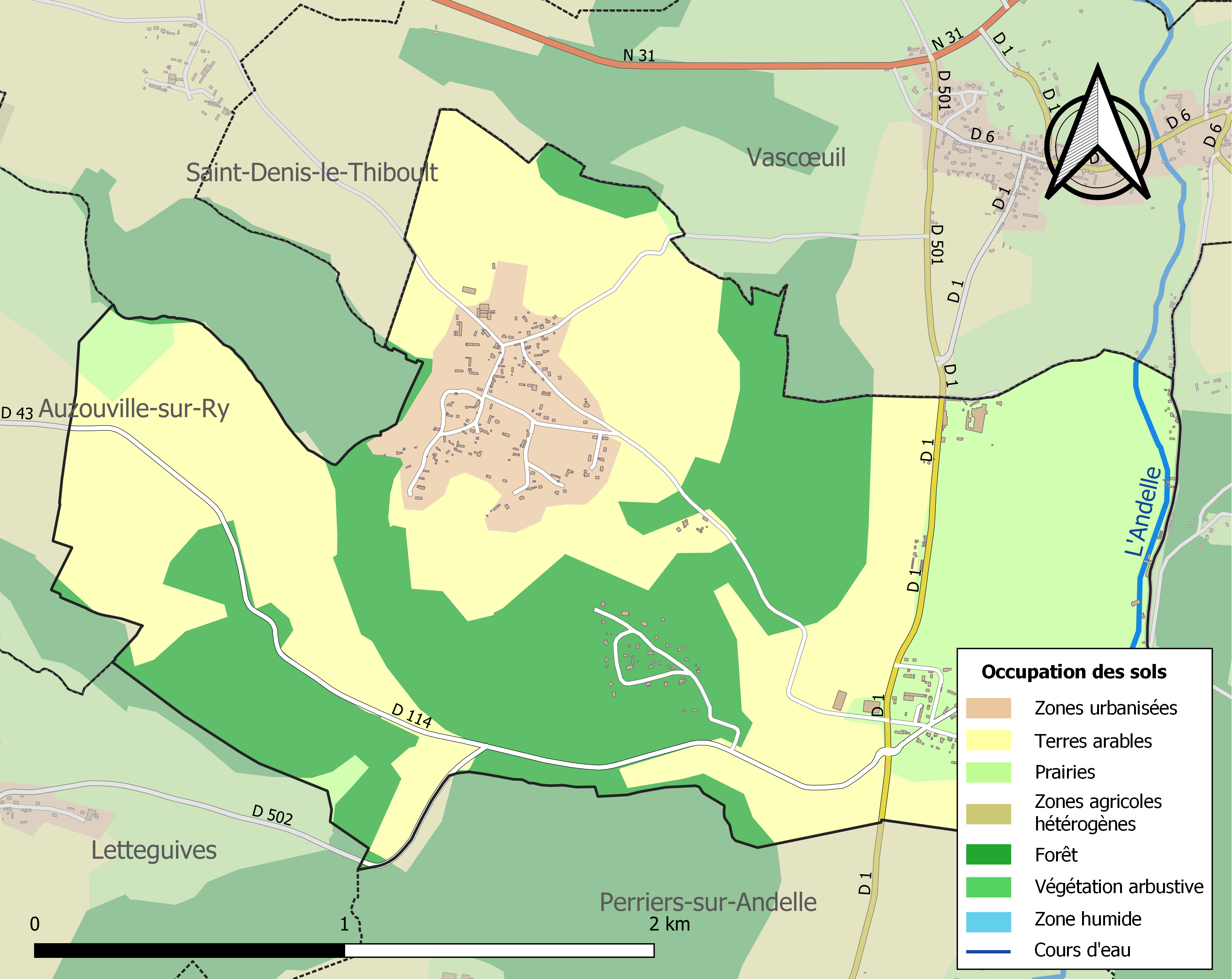
Carte des infrastructures et de l'occupation des sols de la commune en 2018 (CLC).

## Toponymie
Le nom de la localité est attesté sous les formes Perrolium en 1206 (cartulaire de Saint-Ouen), Perrol en 1216 (cartulaire de Saint-Amand), Perruel dès 1249, Petrolium au XIIIe siècle, Perriolium en 1258, Perreuil en 1286 (cartulaire de Saint-Ouen), Perrolium en 1290, Perreil et Perrel en 1291 (livre des jurés de Saint-Ouen), Peruel en 1708 (Th. Corneille).
Ce nom est à mettre en relation avec Perriers (Perarios vers 1025), toponyme d'un type très commun en Normandie, généralement latinisé en Piri ou Perarii et qui signifie « poiriers » dans les parlers de l'Ouest, dont le normand. Perruel remonterait plus précisément à un type *Perareolum. Perruel en est vraisemblablement dérivé avec le suffixe -ol « lieu »
(< gallo-roman *-EOLU) qui a donné également Roncherolles par exemple. Il est souvent devenu -uel, -ueil ou -euil comme dans les Pommereuil (Eure, Pomerolium vers 1210), Le Pommereuil (Nord).
François de Beaurepaire précise que le poirier était très répandu en Normandie avant l'essor de la culture du pommier.
Xavier Delamarre se base sur la forme isolée Petrolium (XIIIe siècle), pour proposer le gaulois *petru-ialon : mot-à-mot « les quatre clairières », déjà évoqué par Joseph Vendryes au sens de « champ carré » qui serait comparable aux différents Pérolet (Pedrolio, etc.), Preuil. Cependant, cette forme est récente et difficilement compatible avec les autres et ignore la relation (commune en toponymie) avec le nom de lieu voisin Perriers-sur-Andelle. Il s'agit plutôt d'une latinisation d'après le mot pierre, petra en latin.

## Histoire
L'église du village était la propriété des seigneurs du village, puis de l'abbaye Saint-Ouen de Rouen, quand Michel de Perruel lui vend en 1299 le fief de Perruel. Il dépendait de la baronnie de Perriers.

## Politique et administration
| Période                                  | Période  | Identité        | Étiquette   | Qualité |
| ---------------------------------------- | -------- | --------------- | ----------- | --- |
|                                          | 1895     | Octave Fauquet  |             | Manufacturier |
| mai 1912                                 |          | Prosper Josse   | Républicain | Conseiller général de Fleury-sur-Andelle (1913-1922) député (1913-1922), sénateur (1924-1929) colonel de réserve |
| Les données manquantes sont à compléter. |          |                 |             | |
| ca 1943                                  |          | Prosper Josse   |             | Conseiller général Nommé conseiller départemental en 1943                                                        |
| Les données manquantes sont à compléter. |          |                 |             | |
| mars 2001                                | 2014     | Claude Philippe | DVD         | retraité |
| mars 2014                                | En cours | René Rouffiac   | SE          | retraité |
| Les données manquantes sont à compléter. |          |                 |             | |

## Démographie
L'évolution du nombre d'habitants est connue à travers les recensements de la population effectués dans la commune depuis 1793. Pour les communes de moins de 10 000 habitants, une enquête de recensement portant sur toute la population est réalisée tous les cinq ans, les populations de référence des années intermédiaires étant quant à elles estimées par interpolation ou extrapolation. Pour la commune, le premier recensement exhaustif entrant dans le cadre du nouveau dispositif a été réalisé en 2005.

En 2022, la commune comptait 466 habitants, en évolution de −1,27 % par rapport à 2016 (Eure : −0,25 %, France hors Mayotte : +2,11 %).
| 1793 | 1800 | 1806 | 1821 | 1831 | 1836 | 1841 | 1846 | 1851 |
| ---- | ---- | ---- | ---- | ---- | ---- | ---- | ---- | ---- |
| 335  | 215  | 292  | 272  | 295  | 315  | 327  | 405  | 390  |

| 1856 | 1861 | 1866 | 1872 | 1876 | 1881 | 1886 | 1891 | 1896 |
| ---- | ---- | ---- | ---- | ---- | ---- | ---- | ---- | ---- |
| 378  | 406  | 380  | 347  | 440  | 416  | 410  | 430  | 416  |

| 1901 | 1906 | 1911 | 1921 | 1926 | 1931 | 1936 | 1946 | 1954 |
| ---- | ---- | ---- | ---- | ---- | ---- | ---- | ---- | ---- |
| 373  | 370  | 330  | 318  | 351  | 360  | 340  | 330  | 338  |

| 1962 | 1968 | 1975 | 1982 | 1990 | 1999 | 2005 | 2006 | 2010 |
| ---- | ---- | ---- | ---- | ---- | ---- | ---- | ---- | ---- |
| 354  | 310  | 333  | 372  | 355  | 401  | 431  | 439  | 466  |

| 2015 | 2020 | 2022 | - | - | - | - | - | - |
| ---- | ---- | ---- | - | - | - | - | - | - |
| 475  | 463  | 466  | - | - | - | - | - | - |

## Économie
Jusqu'au 25 décembre 1984, les établissements Robergel avaient leur usine de fonderie et de fabrication de roues à rayons pour cycles et voitures de sport et de luxe sur la commune de Perruel, à l'emplacement d'une ancienne filature de coton au lieu-dit Les Câbles.

## Lieux et monuments

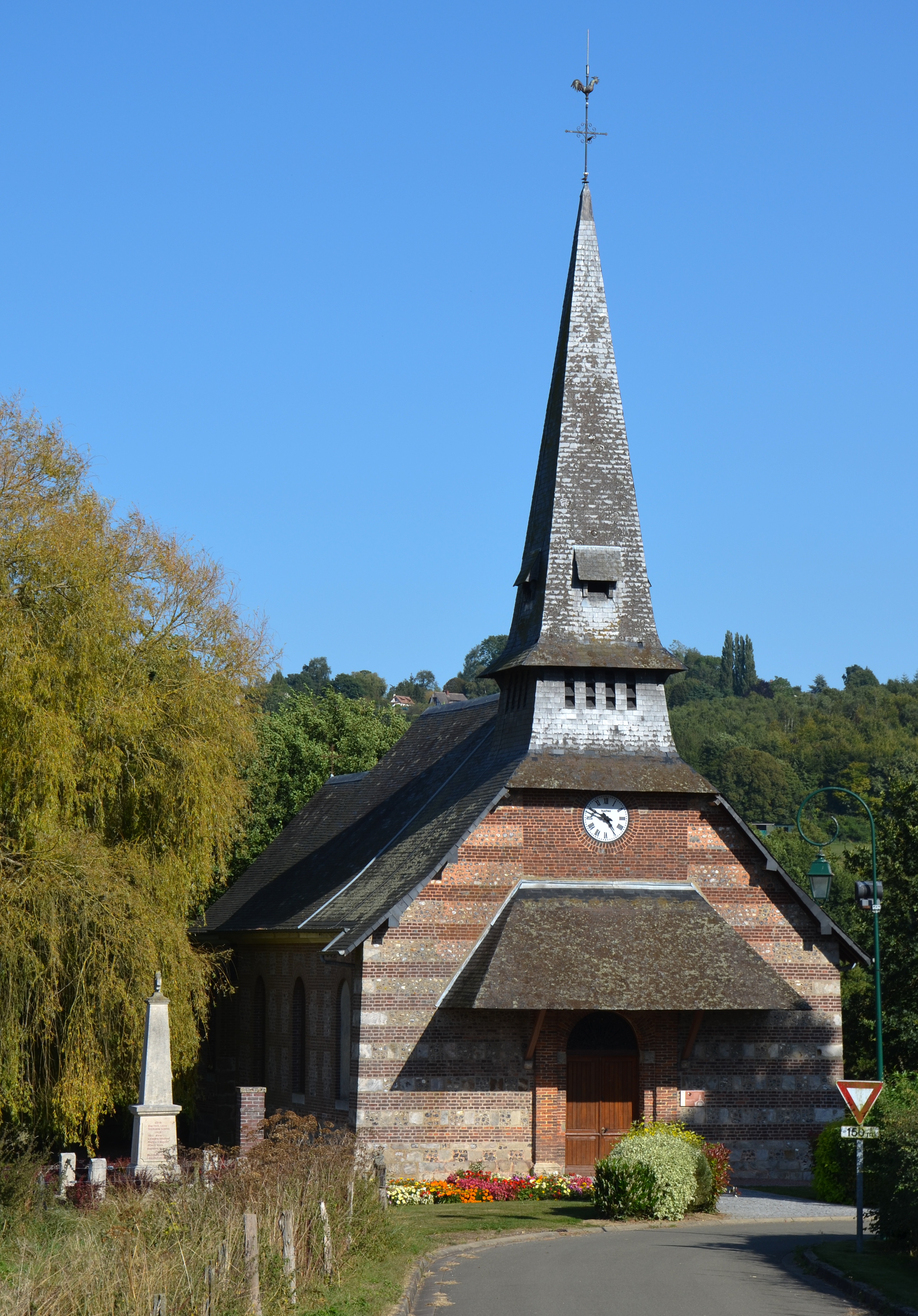
Église Sainte-Geneviève.

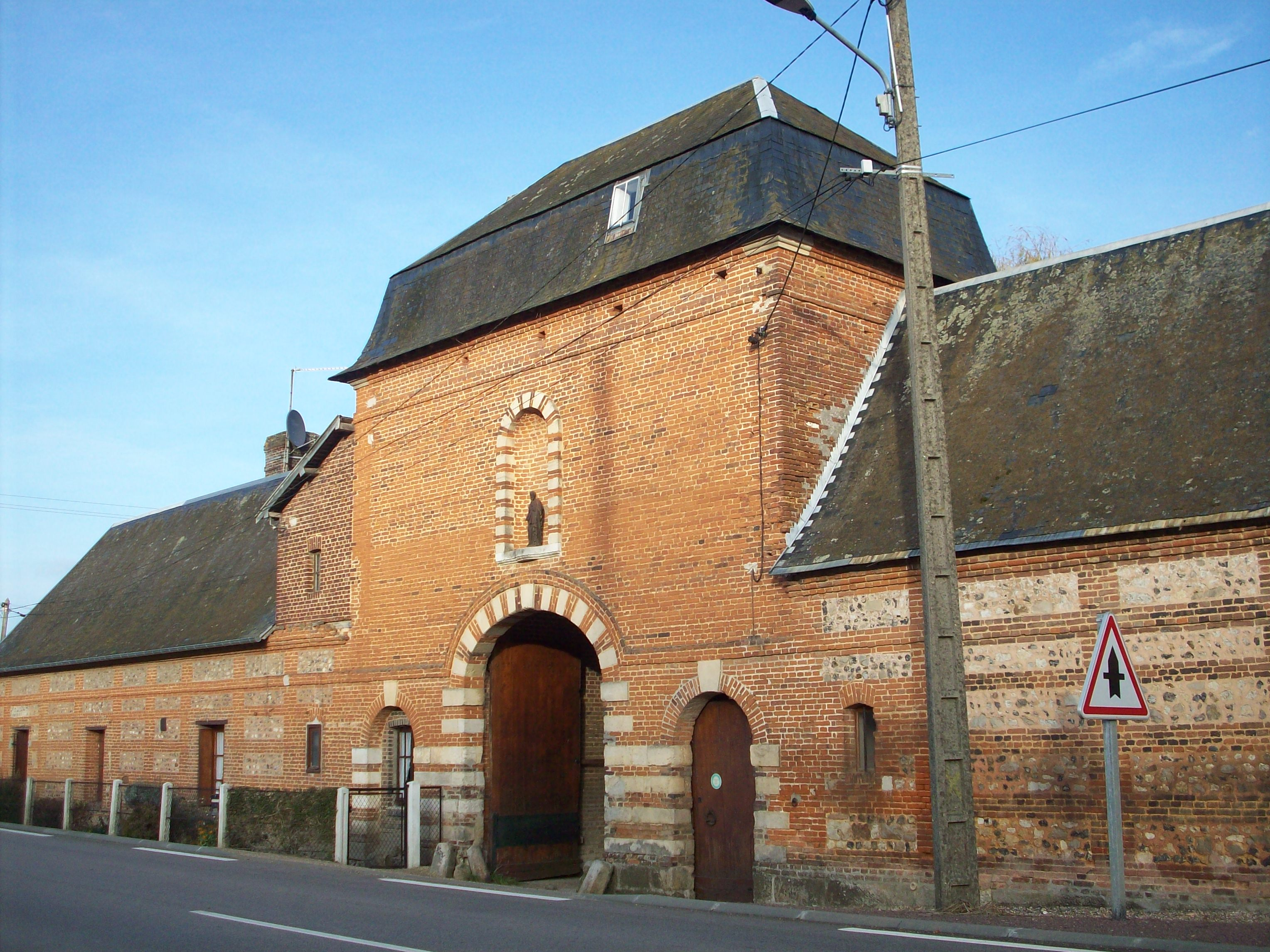
L'ancienne abbaye de l'Isle-Dieu.

- Église Sainte-Geneviève[30] du XVIe siècle, détruite à la Révolution et reconstruite sur les fondations d'origine en 1860, en brique, grès et silex.
- Ancienne abbaye de L'Isle-Dieu[31].
- Château[32] du XVIIIe siècle.
- Château des Cables[33], du XVIIIe siècle.
- Château de la filature dite « la Rouge », vers 1850[34].

## Personnalités liées à la commune
- Hugues de Saint Jovinien, mort en 1187 à l'abbaye de l'Isle-Dieu, chanoine régulier de Saint-Laurent-en-Lyons (Beauvoir-en-Lyons), ermite à Sainte-Honorine (Les Hogues).
- Jean Allard (1926-2001), avocat, homme de presse et homme politique, y est né.